# Chabanés
Chabanès (en francès Chabanais) és un municipi francès situat al departament del Charente i a la regió de la Nova Aquitània. L'any 2007 tenia 1.885 habitants.

## Demografia

### Població
El 2007 la població de fet de Chabanais era de 1.885 persones. Hi havia 929 famílies de les quals 378 eren unipersonals (113 homes vivint sols i 265 dones vivint soles), 290 parelles sense fills, 189 parelles amb fills i 72 famílies monoparentals amb fills.
La població ha evolucionat segons el següent gràfic:
Habitants censats

### Habitatges
El 2007 hi havia 1.133 habitatges, 943 eren l'habitatge principal de la família, 75 eren segones residències i 115 estaven desocupats. 849 eren cases i 222 eren apartaments. Dels 943 habitatges principals, 575 estaven ocupats pels seus propietaris, 341 estaven llogats i ocupats pels llogaters i 27 estaven cedits a títol gratuït; 67 tenien una cambra, 52 en tenien dues, 154 en tenien tres, 317 en tenien quatre i 353 en tenien cinc o més. 591 habitatges disposaven pel capbaix d'una plaça de pàrquing. A 441 habitatges hi havia un automòbil i a 287 n'hi havia dos o més.

### Piràmide de població
La piràmide de població per edats i sexe el 2009 era:
| Homes | Edats   | Dones |
| ----- | ------- | ----- |
| 0     | 95 o +  | 16    |
| 4     | 90 a 94 | 16    |
| 24    | 85 a 89 | 56    |
| 16    | 80 a 84 | 28    |
| 60    | 75 a 79 | 80    |
| 64    | 70 a 74 | 64    |
| 60    | 65 a 69 | 92    |
| 32    | 60 a 64 | 52    |
| 48    | 55 a 59 | 44    |
| 64    | 50 a 54 | 44    |
| 76    | 45 a 49 | 88    |
| 48    | 40 a 44 | 72    |
| 52    | 35 a 39 | 56    |
| 72    | 30 a 34 | 68    |
| 68    | 25 a 29 | 48    |
| 52    | 20 a 24 | 24    |
| 80    | 15 a 19 | 64    |
| 72    | 10 a 14 | 24    |
| 32    | 5 a 9   | 40    |
| 40    | 0 a 4   | 32    |

## Economia
El 2007 la població en edat de treballar era de 1.042 persones, 728 eren actives i 314 eren inactives. De les 728 persones actives 644 estaven ocupades (337 homes i 307 dones) i 84 estaven aturades (35 homes i 49 dones). De les 314 persones inactives 141 estaven jubilades, 73 estaven estudiant i 100 estaven classificades com a «altres inactius».

### Ingressos
El 2009 a Chabanais hi havia 874 unitats fiscals que integraven 1.813 persones, la mediana anual d'ingressos fiscals per persona era de 15.735 €.

### Activitats econòmiques
Dels 123 establiments que hi havia el 2007, 3 eren d'empreses extractives, 4 d'empreses alimentàries, 1 d'una empresa de fabricació de material elèctric, 4 d'empreses de fabricació d'altres productes industrials, 6 d'empreses de construcció, 34 d'empreses de comerç i reparació d'automòbils, 7 d'empreses de transport, 5 d'empreses d'hostatgeria i restauració, 1 d'una empresa d'informació i comunicació, 9 d'empreses financeres, 7 d'empreses immobiliàries, 13 d'empreses de serveis, 19 d'entitats de l'administració pública i 10 d'empreses classificades com a «altres activitats de serveis».
Dels 35 establiments de servei als particulars que hi havia el 2009, 1 era una oficina d'administració d'Hisenda pública, 1 gendarmeria, 1 oficina de correu, 3 oficines bancàries, 4 tallers de reparació d'automòbils i de material agrícola, 1 taller d'inspecció tècnica de vehicles, 2 autoescoles, 1 paleta, 1 guixaire pintor, 1 fusteria, 1 lampisteria, 1 electricista, 8 perruqueries, 2 veterinaris, 1 agència de treball temporal, 3 restaurants, 2 agències immobiliàries i 1 saló de bellesa.
Dels 20 establiments comercials que hi havia el 2009, 1 era un supermercat, 2 botiges de menys de 120 m², 2 fleques, 2 carnisseries, 1 una llibreria, 3 botigues de roba, 1 una botiga d'equipament de la llar, 1 una sabateria, 1 una botiga de material esportiu, 1 un drogueria, 1 una joieria i 4 floristeries.
L'any 2000 a Chabanais hi havia 19 explotacions agrícoles que ocupaven un total de 1.275 hectàrees.

## Equipaments sanitaris i escolars
El 2009 hi havia 2 farmàcies i 1 ambulància.
El 2009 hi havia 1 escola maternal i 1 escola elemental. Chabanais disposava d'un col·legi d'educació secundària amb 308 alumnes.

## Poblacions més properes
El següent diagrama mostra les poblacions més properes.